# Reuvin Rubin

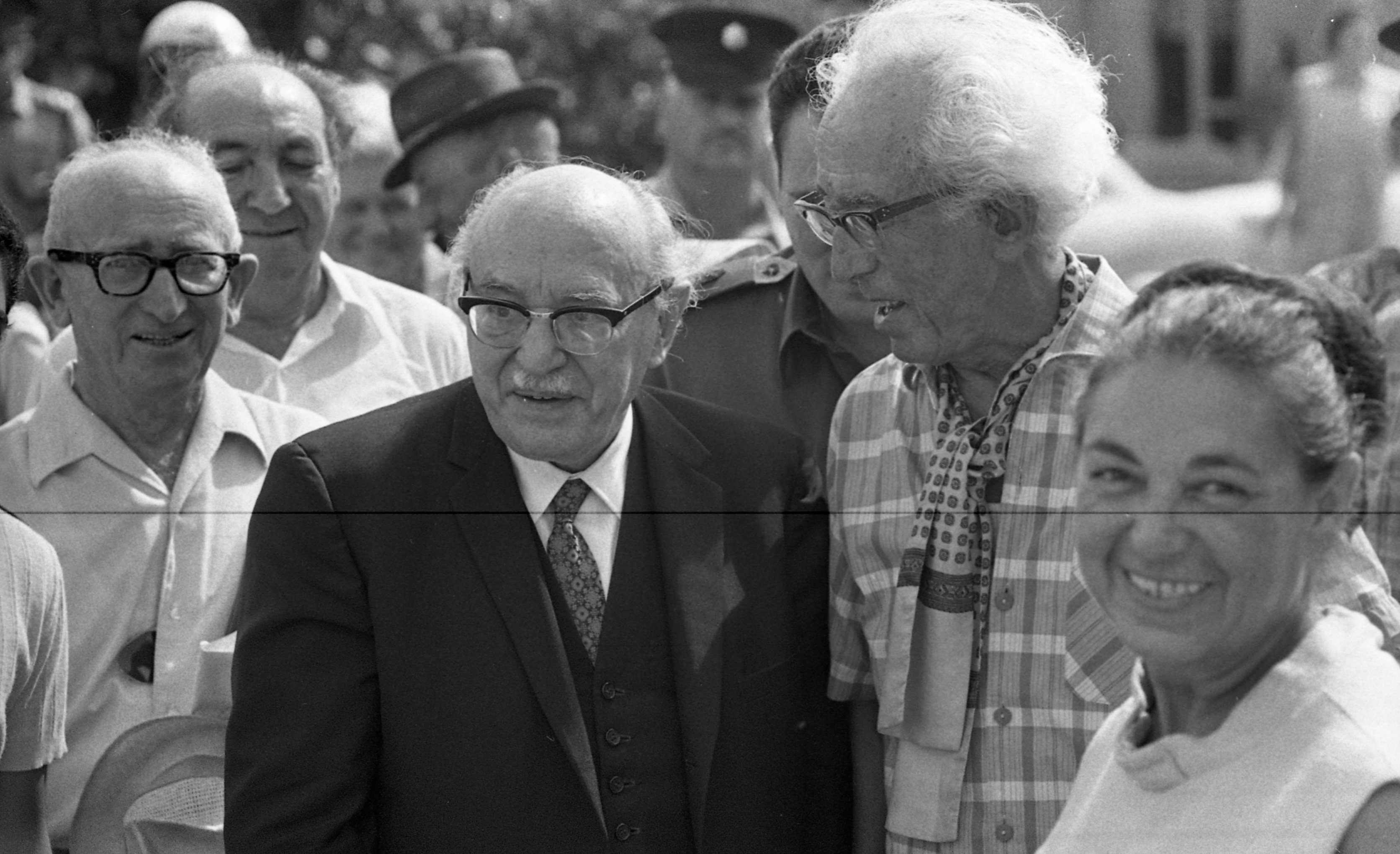
Reuven Rubin reicibiendo la visita de Zalman Shazar 1969

Reuven Rubin (13 de noviembre de 1893 – 13 de octubre de 1974) fue un pintor israelí nacido en Rumania y el primer embajador de Israel en  Rumania.

## Biografía
Rubin Zelicovici (posteriormente Reuven Rubin) nace en Galaţi en el seno de una pobre familia judía jasídica rumana. Era el octavo de trece hermanos. En 1912, parte hacia Palestina en esa época bajo gobierno otomano para estudiar arte en la Bezalel Academy of Art and Design en Jerusalén. Al no estar de acuerdo con el enfoque artístico de los profesores de la academia, parte hacia París, Francia, en 1913 para continuar sus estudios en la École Nationale Supérieure des Beaux-Arts. Al comenzar la Primera Guerra Mundial, regresa a Rumania a la ciudad de Falticeni, donde pasa la guerra.
En 1921, viaja a los Estados Unidos junto con su amigo y artista, Arthur Kolnik, con quien compartía un estudio en Cernăuţi. En la ciudad de Nueva York, encuentran con el artista Alfred Stieglitz, quien les ayuda a organizar la primera exposición en Estados Unidos en la Galería Anderson. Luego de la exposición, en 1922, ambos regresan a Europa. En 1923, Rubin emigra al Mandato de Palestina.
Rubin conoce a su esposa, Esther, en 1928, a bordo de un barco de pasajeros rumbo a Palestina al regresar de una exhibición en Nueva York. Ella era una joven del Bronx que había ganado el viaje a Palestina en una competición Young Judea.

## Carrera artística

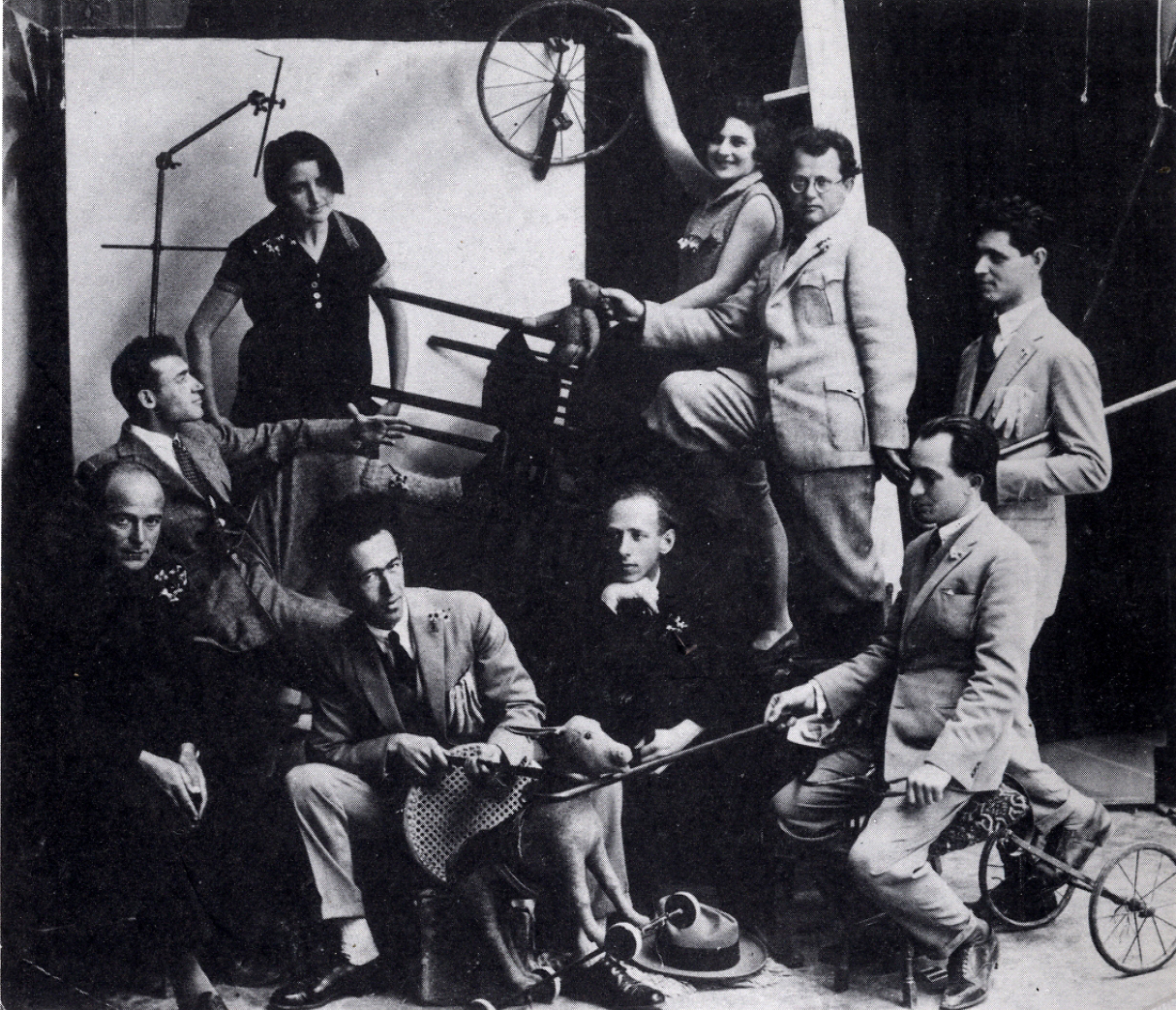
De izquierda a derecha: Joseph Zaritsky, Arieh Lubin, Yona Zeliuk, Reuven Rubin, Sionah Tagger, Pinchas Litvinowsky, Yitzhak Katz, y Baruch Agadati; 1925

La historia del arte israelí comenzó en un momento muy específico en la historia del arte internacional, un momento de rebelión cezanniana contra las convenciones del pasado, una época caracterizada por rápidos cambios estilísticos. Así, el arte nacional judío no tenía una historia fija, ni un canon que obedecer. Rubin comenzó su carrera en un momento afortunado.
Los pintores que plasmaron los paisajes del país en la década de 1920 se rebelaron contra Bezalel. Buscaron estilos actuales en Europa que ayudaran a retratar el paisaje de su propio país, de acuerdo con el espíritu de la época. Los paisajes de cezannescos de Rubin de la década de 1920 estaban definidos tanto por un estilo moderno como ingenuo, retratando el paisaje y a los habitantes de Israel de una manera sensible. Sus pinturas de paisajes, en particular, le ponen especial atención a una luz espiritual y translúcida.
En Palestina, se convirtió en uno de los fundadores del nuevo estilo Eretz-Israel. Los temas recurrentes en su trabajo fueron el paisaje bíblico, el folclore y la gente, incluidos yemenitas, judíos jasídicos y árabes. Muchas de sus pinturas son representaciones bañadas por el sol de Jerusalén y Galilea. Rubin podría haber sido influenciado por el trabajo de Henri Rousseau cuyo estilo se combinaba con matices orientales, así como con el neo-arte bizantino al que Rubin había estado expuesto en su Rumania nativa. De acuerdo con su estilo integrador, firmó sus obras con su primer nombre en hebreo y su apellido en letras romanas.
En 1924, fue el primer artista en realizar una exhibición solo en la Torre de David, en Jerusalén (posteriormente presentada en  Tel Aviv en el Gymnasia Herzliya). Ese año fue elegido presidente de la Asociación de Pintores y Escultores de Palestina. A partir de la década de  1930, Rubin diseñó decorados para el teatro Habima, el teatro Ohel y otros teatros.
Su autobiografía, publicada en 1969, se titula Mi vida - Mi arte. Falleció en Tel Aviv en octubre de 1974, luego de legar su casa en el 14 de la calle Bialik y una colección de sus pinturas en la ciudad de Tel Aviv. El museo Rubin fue inaugurado en 1983. La directora y curadora del museo e su nuera, Carmela Rubin.

## Educación
- 1912 Bezalel Academy of Arts and Design, Jerusalén
- 1913-14 École des Beaux Arts, París y Académie Colarossi, París